# Луговской сельсовет (Курганская область)
Луговско́й сельсовет — упразднённые административно-территориальная единица и муниципальное образование со статусом сельского поселения в составе Целинного района Курганской области.
Административный центр — село Михалево.
Законом Курганской области от 29.06.2021 № 73 к 9 июля 2021 года сельсовет упразднён в связи с преобразованием муниципального района в муниципальный округ.

## История
В соответствии с Законом Курганской области от 6 июля 2004 года № 419 сельсовет наделён статусом сельского поселения.

## Население
| 1989 | 2002  | 2004  | 2010 | 2012 | 2013 | 2014 |
| ---- | ----- | ----- | ---- | ---- | ---- | ---- |
| 1570 | ↘1492 | ↗1547 | ↘891 | ↘866 | ↘852 | ↘832 |
| 2015 | 2016  | 2017  | 2018 | 2019 | 2020 |      |
| ↘782 | ↘763  | ↘728  | ↘696 | ↘674 | ↘641 |      |

## Состав сельского поселения
| № | Населённый пункт | Тип населённого пункта       | Население |
| - | ---------------- | ---------------------------- | --------- |
| 1 | Луговое          | село                         | ↘131      |
| 2 | Михалево         | село, административный центр | ↘550      |
| 3 | Полынный Лог     | деревня                      | ↘96       |
| 4 | Чалкино          | деревня                      | ↘114      |